# 덕천초등학교 (경기)
덕천초등학교는 대한민국 경기도 안양시 만안구에 있는 공립 초등학교이다.

## 학교 연혁
- 1981년 12월 30일 덕천국민학교 설립인가
- 1983년 3월 5일 초대 이상황 교장 부임
- 1983년 7월 18일 29학급 편성 개교
- 1985년 9월 9일 병설 유치원 개원(1학급)
- 1986년 2월 28일 제1회 졸업식 (467명)
- 1996년 3월 1일 덕천초등학교로 개명(교육법 81조 1항)
- 1998년 4월 1일 여자 축구부 창단
- 1999년 7월 13일 남자 축구부 창단 및 축구부 합숙소 준공
- 2010년 2월 17일 '행복학교 덕천빌리지' 개관
- 2018년 9월 1일 제13대 김순한 교장 부임
- 2021년 1월 14일 제 36회 졸업식 (졸업생 121명, 누계 9,581명)
- 2021년 3월 1일 35학급(특수 1), 병설유치원 6학급 편성